# ティカオ島
ティカオ島（ティカオとう、Ticao Island）は、フィリピン中部ビコル地方（Bicol Region, Region V）のマスバテ州の主な3つの島の内の1つである。州都マスバテ市があるマスバテ島とルソン島南端ビコル半島の間に浮かぶ。島内には都市はなく、サンハシント、サンフェルナンド、バトゥアンなどの地方自治体がある。